# پیور استورج
پیور استورج (انگلیسی: Pure Storage) شرکت فناوری اطلاعات آمریکایی است، که در سال ۲۰۰۹ تأسیس شد.